# Blastobasis aphanes
Blastobasis aphanes é uma espécie de mariposa do gênero Blastobasis pertencente à família Coleophoridae.